# Serge Joyal
Serge Joyal, né le 1er février 1945 à Montréal, est un homme politique et sénateur canadien.

## Biographie
En 1965, alors dans la vingtaine, il achète la Maison Antoine-Lacombe située à Saint-Charles-Borromée et y entreprend des travaux de restauration, avec l’aide du père Wilfrid Corbeil. Une fois restaurée, ils la font classer immeuble patrimonial par le ministère de la Culture du Québec en 1968.
En 1967, Serge Joyal fonde un comité pour transformer la Maison en Musée de Lanaudière qui ouvrira ses portes en 1969. En 1978, alors député au parlement fédéral, il vend la Maison Antoine-Lacombe. Le musée ferme ses portes, mais la maison demeure protégée par son statut patrimonial.
Dès 1970, il est adjoint spécial de Jean Marchand.
De 1974 à 1984, il représente les électeurs des circonscriptions d'Hochelaga-Maisonneuve et de Maisonneuve-Rosemont à la Chambre des communes du Canada.
Il est nommé en 1997 au Sénat, sous la bannière du Parti libéral du Canada. Il le quitte le 1er février 2020, après avoir atteint l'âge limite de 75 ans.
Il est un collectionneur d'œuvres d'art et fait des dons importants à plusieurs musées dont le Centre canadien d'architecture (don de plusieurs œuvres d'art, dessins, maquettes et gravures reliés à l'architecture) ; le Musée de la civilisation de Québec (don de nombreuses œuvres d'art et collections diverses, dont 3 000 costumes et accessoires devenus le noyau de la collection du Musée), ainsi que plusieurs dons majeurs au Musée des beaux-arts de Montréal. Il est un des fondateurs du Musée d'art de Joliette dont il est vice-président et membre du Conseil d'administration de 1969 à 1997.

## Honneurs
- 1984 - Doctorat honorifique en droit de l'Université de Moncton
- 1995 -  Chevalier de la Légion d'honneur
- 2013 -  Compagnon de l'Ordre du Canada
- 2000 -  Officier de l'ordre de la Pléiade
- 2004 -  Officier de l'Ordre national du Québec